# Eckspitze
Die Eckspitze ist in der Heraldik ein Heroldsbild.
Dargestellt ist eine Spitze, die ihren Anfang in einer Wappenecke hat. Vier Eckspitzen sind möglich. Diese werden in rechte und linke in Verbindung mit obere und untere nach der Lage der Spitze bezeichnet. Der Ansatz für „untere“ ist der gedachte Schnittpunkt der waagerechten Schildfußbegrenzungslinie mit dem Wappenrand.
Auch in einer Vierung ist die Eckpitze möglich. Hier kann in jedem Viertel eine auch von unterschiedlicher Lage sein. Beispiel für zwei Eckspitzen ist das Wappen der Berner Familie Zieler (Berner Wappenbuch, 1932.).
Die Eckspitze kann mit Heroldsbildern oder Wappenfiguren belegt sein. Eine andere Bezeichnung ist Keil. Beginnt die Spitze nicht in den festgelegten Ecken des Wappens, ist die Darstellung ein Ständer und wird mit Schoß (Schoos) beschrieben. Das Heroldsbild Sparren in der Lage einer Eckspitze bleibt ein Sparren.

## Beispiele

Hedingen
Beinwil am See